# César Espinoza
César Espinoza (Viña del Mar, 1900. szeptember 28. – 1956. október 31.), chilei válogatott labdarúgókapus.
A chilei válogatott tagjaként részt vett azaz 1930-as világbajnokságon.

## Külső hivatkozások
- César Espinoza a FIFA.com honlapján Archiválva 2015. február 6-i dátummal a Wayback Machine-ben